# Grafisk facilitering
Grafisk facilitering er en metode til at kombinere grafik som bl.a. diagrammer, billeder, symboler og tekst til at lede personer mod et fælles mål under møder, seminarer, workshops eller konferencer. Grafikken bliver normalt tegnet i hånden af en person kaldet en grafisk facilitator, der kan skab grafik i realtid under begivenheden. Denne person kan enten arbejde alene eller sammen med en anden person kaldet en facilitator der hjælper med diskussionen.